# باشاروو
باشاروو (به لاتین: Basharovo) یک منطقهٔ مسکونی در روسیه است که در استان آرخانگلسک واقع شده‌است.